# Kamil İçer
Kamil İçer (* 1. Januar 1993 in Antakya) ist ein türkischer Fußballspieler.

## Karriere
İçer startete seine Vereinsfußballkarriere 2008 bei Hatayspor und wurde hier im Oktober 2007 mit einem Profivertrag ausgestattet in den Profikader involviert. Zum Saisonende wechselte er Zweitligisten Boluspor. Bei diesem Verein befand er sich zwar bis zum Sommer 2011 unter Vertrag, jedoch wurde er ab dem Frühjahr 2009 der Reihe nach an die Vereine Torbalıspor, Düzcespor und Orhangazispor ausgeliehen.
Zur Saison 2011/12 verließ er Boluspor endgültig und wechselte zum Viertligisten Diyarbakır Büyükşehir Belediyespor. Mit diesem Klub wurde er zum Saisonende Viertligameister und erreichte so den Aufstieg in die TFF 2. Lig.
In der Sommertransferperiode 2015 verpflichtete ihn der Zweitliganeuling Yeni Malatyaspor. Für die Rückrunde der Saison 2015/16 wurde er an seinen alten Verein Amed SK ausgeliehen.

## Erfolge
Mit Diyarbakır Büyükşehir Belediyespor
- Meister der TFF 3. Lig und Aufstieg in die TFF 2. Lig: 2012/13